# 張均 (元)
張 均（ちょう きん、? - 1314年）は、モンゴル帝国（大元ウルス）に仕えた漢人将軍の一人。済南府の出身。

## 生涯
張均の父の張山はモンゴルの第一次南宋侵攻に従軍し百戸・総把の地位を得たが、戦死してしまった人物であった。
張山の死後、百戸の地位を継承した張均はタガチャルの鄂州攻めに加わり、この時顔に流れ矢を受けている。1262年（中統3年）には李璮の乱鎮圧戦に功績があり、千戸に昇格となって淄州に駐屯した。1269年（至元6年）、左丞董文炳の配下に入って南宋攻めに加わり、五河口から濠州の北に転戦し、伏兵を破る功績を挙げた。1273年（至元10年）には漣水を攻め、孫村堡を奪っている。1275年（至元12年）、金符を下賜されて忠翊校尉・沂郯翼千戸の地位を授けられ、蕪湖の戦いでは南宋水軍の戦船を奪って40人余りの捕虜を得る功績を挙げた。また丞相アタカイの配下に入って戦功があり、武略将軍とされた。
1277年（至元14年）、虎符を下賜されて宣武将軍の地位を授けられ、1285年（至元22年）には松江万戸に昇格となった。1287年（至元24年）からは鎮南王トガンによるベトナム遠征に従軍し、1289年（至元26年）には北方に派遣されて明威将軍・前衛親軍副都指揮使の地位を授けられた。
1294年（至元31年）に新たにオルジェイトゥ・カアン（成宗テムル）が即位すると、カラコルム地方での屯田を命じられた。ヨブクルらがシベリア方面に派遣されたときは（イビル・シビルの戦い）、兵站を担当して決して食料を途絶えさせることはなかったという。1297年（大徳元年）には、和林等処副元帥の地位に改められ、その後都元帥に昇格となって鎮国上将軍の号を得た。1314年（延祐元年）に死去し、息子の張世忠が跡を継いで前衛親軍副都指揮使の地位を承襲した。